# (7145) Linzexu
(7145) Linzexu ist ein Asteroid des Hauptgürtels, der am 7. Juni 1996 von Astronomen des Beijing Schmidt CCD Asteroid Programs an der Sternwarte in Xinglong (IAU-Code 327) entdeckt wurde.
Der Asteroid wurde am 2. Februar 1999 nach dem hohen Beamten der chinesischen Qing-Regierung Lin Zexu (1785–1850) benannt, der für seine Aufrichtigkeit und besondere persönliche Integrität bekannt war.